# Powiat Heinsberg
Powiat Heinsberg  (niem. Kreis Heinsberg) – powiat w Niemczech, w kraju związkowym Nadrenia Północna-Westfalia, w rejencji Kolonia. Siedzibą powiatu jest miasto Heinsberg.

## Podział administracyjny
Powiat Heinsberg składa się z:
- siedmiu gmin miejskich (Stadt)
- trzech gmin wiejskich (Gemeinde)

Gminy miejskie:
| Lp. | Nazwa gminy miejskiej | Ludność (31.12.2010) | Powierzchnia km² |
| --- | --------------------- | -------------------- | ---------------- |
| 1   | Erkelenz              | 44.457               | 117,35           |
| 2   | Geilenkirchen         | 28.253               | 83,23            |
| 3   | Heinsberg             | 40.760               | 92,21            |
| 4   | Hückelhoven           | 39.215               | 61,27            |
| 5   | Übach-Palenberg       | 24.779               | 26,12            |
| 6   | Wassenberg            | 17.297               | 42,41            |
| 7   | Wegberg               | 29.100               | 84,34            |

Gminy wiejskie:
| Lp. | Nazwa gminy wiejskiej | Ludność (31.12.2010) | Powierzchnia km² |
| --- | --------------------- | -------------------- | ---------------- |
| 1   | Gangelt               | 11.634               | 48,73            |
| 2   | Selfkant              | 10.245               | 42,08            |
| 3   | Waldfeucht            | 9.196                | 30,27            |